# Zorea, Krîvîi Rih
Zorea (în ucraineană Зоря) este un sat în comuna Nedaivoda din raionul Krîvîi Rih, regiunea Dnipropetrovsk, Ucraina.

## Demografie
Componența lingvistică a localității Zorea
     Ucraineană (97,06%)
     Belarusă (1,96%)
     Alte limbi (0,98%)
Conform recensământului din 2001, majoritatea populației localității Zorea era vorbitoare de ucraineană (97,06%), existând în minoritate și vorbitori de belarusă (1,96%).